# Hochmoor-Perlmuttfalter

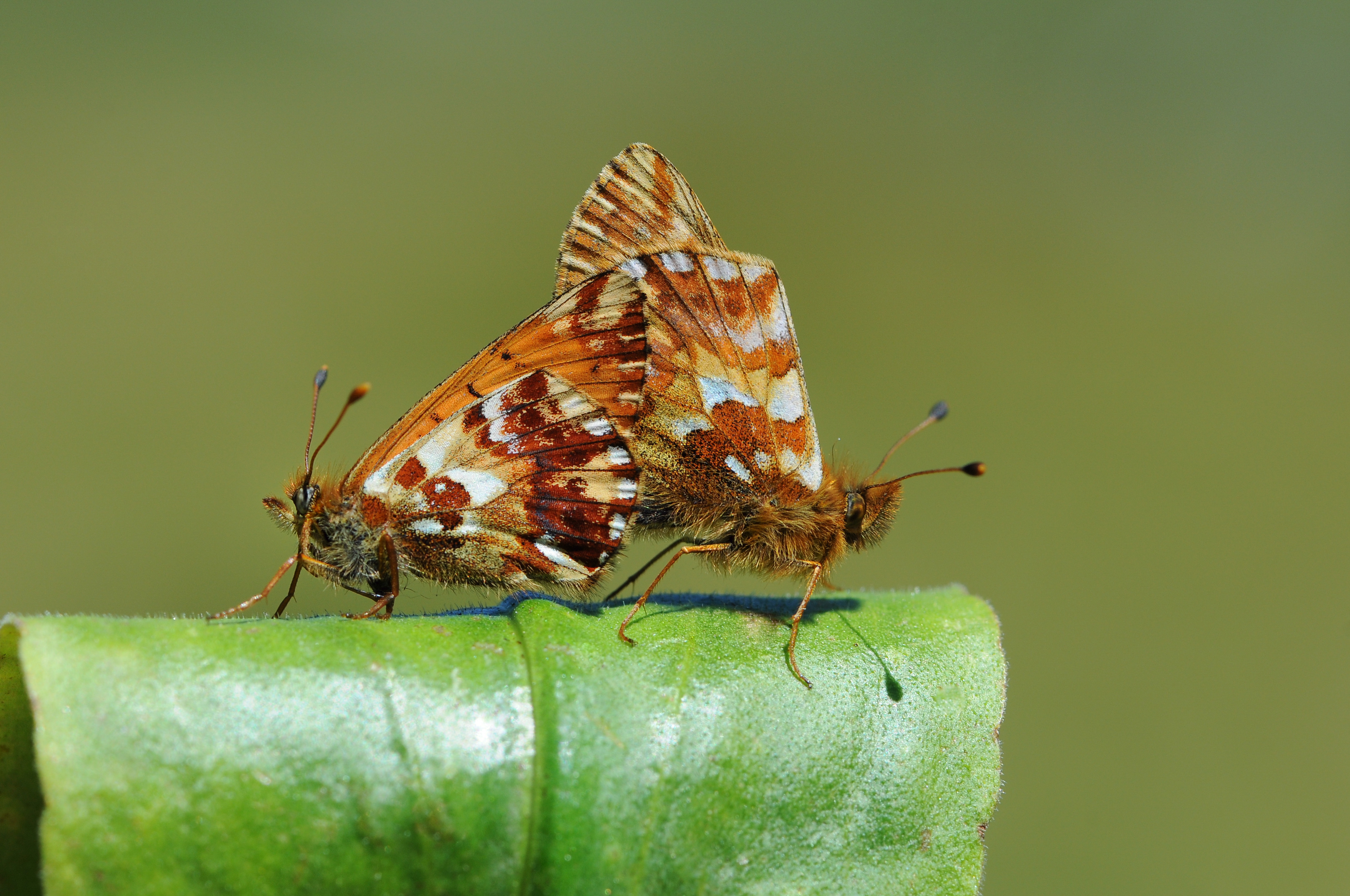
Paarung

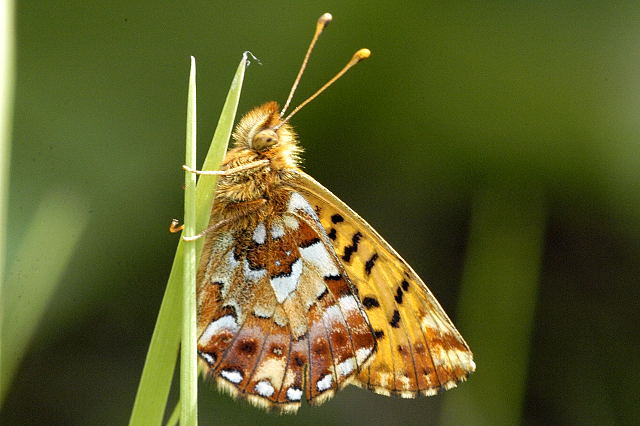
Flügelunterseite

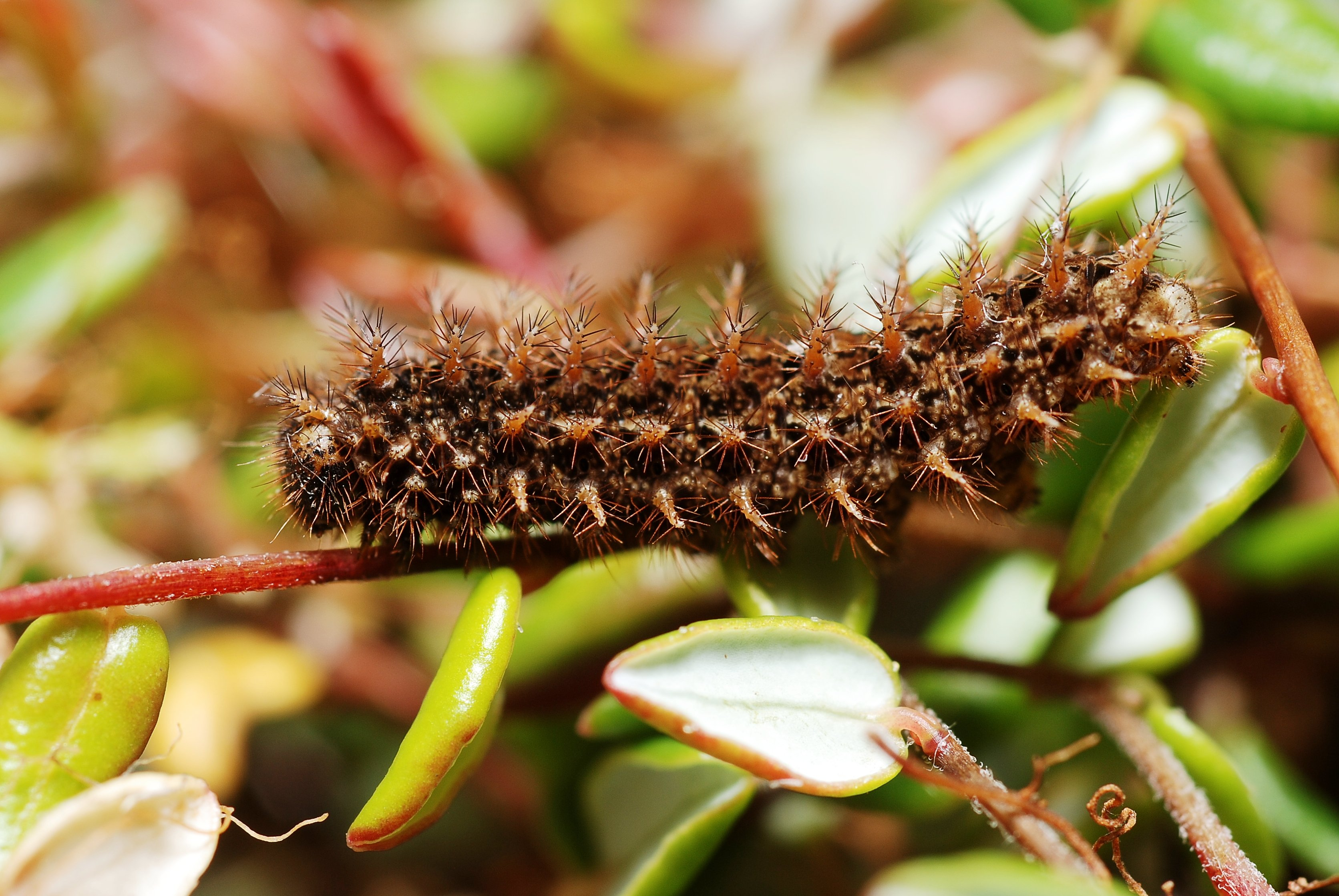
Raupe des Hochmoor Perlmuttfalters

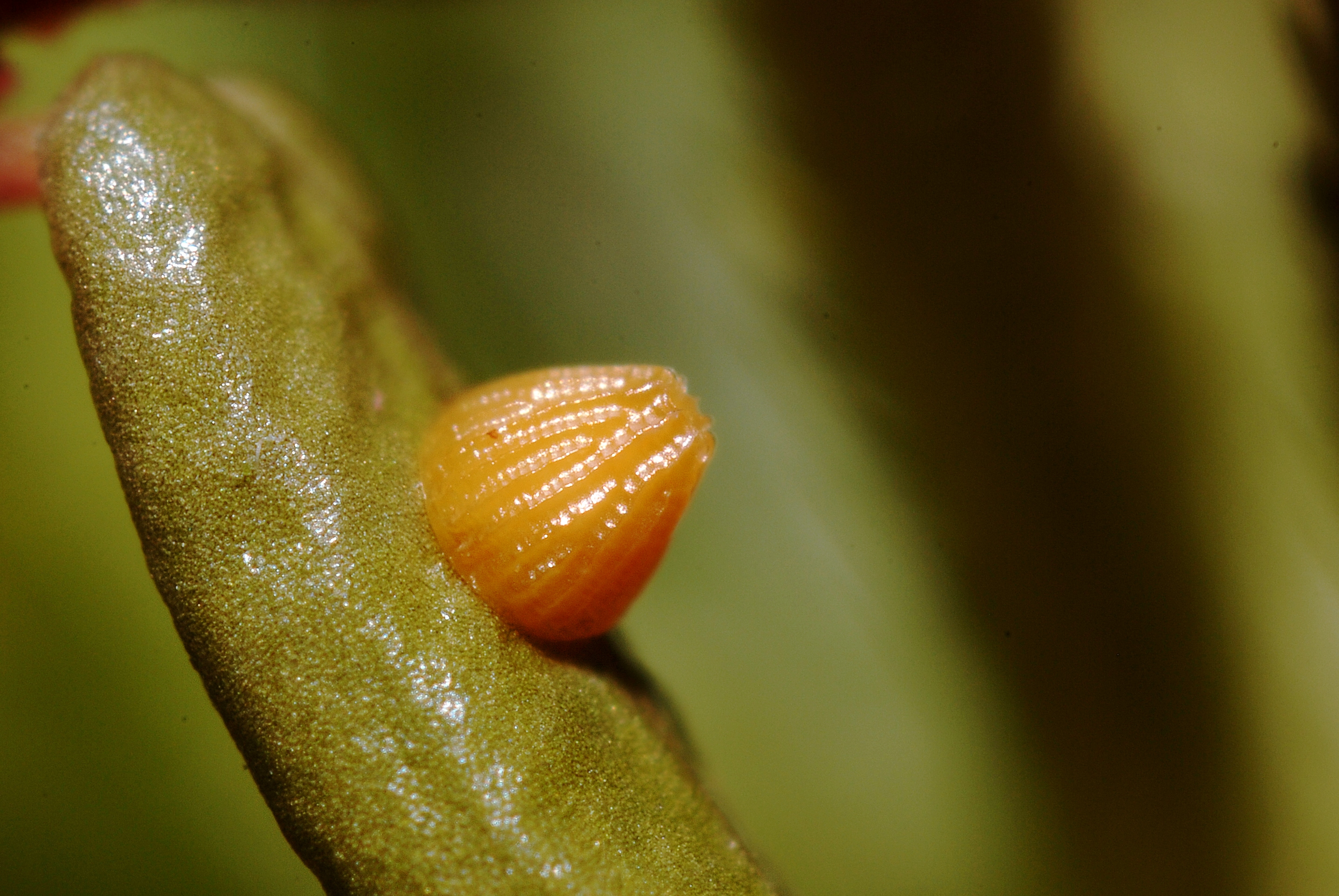
Ei des Hochmoor Perlmuttfalters

Der Hochmoor-Perlmuttfalter (Boloria aquilonaris) ist ein Schmetterling (Tagfalter) der Gattung Boloria in der Familie der Edelfalter (Nymphalidae).

## Merkmale
Die Flügeloberseiten der Falter besitzen orange-braune Grundfärbungen und eine gut entwickelte schwarze Zeichnung.

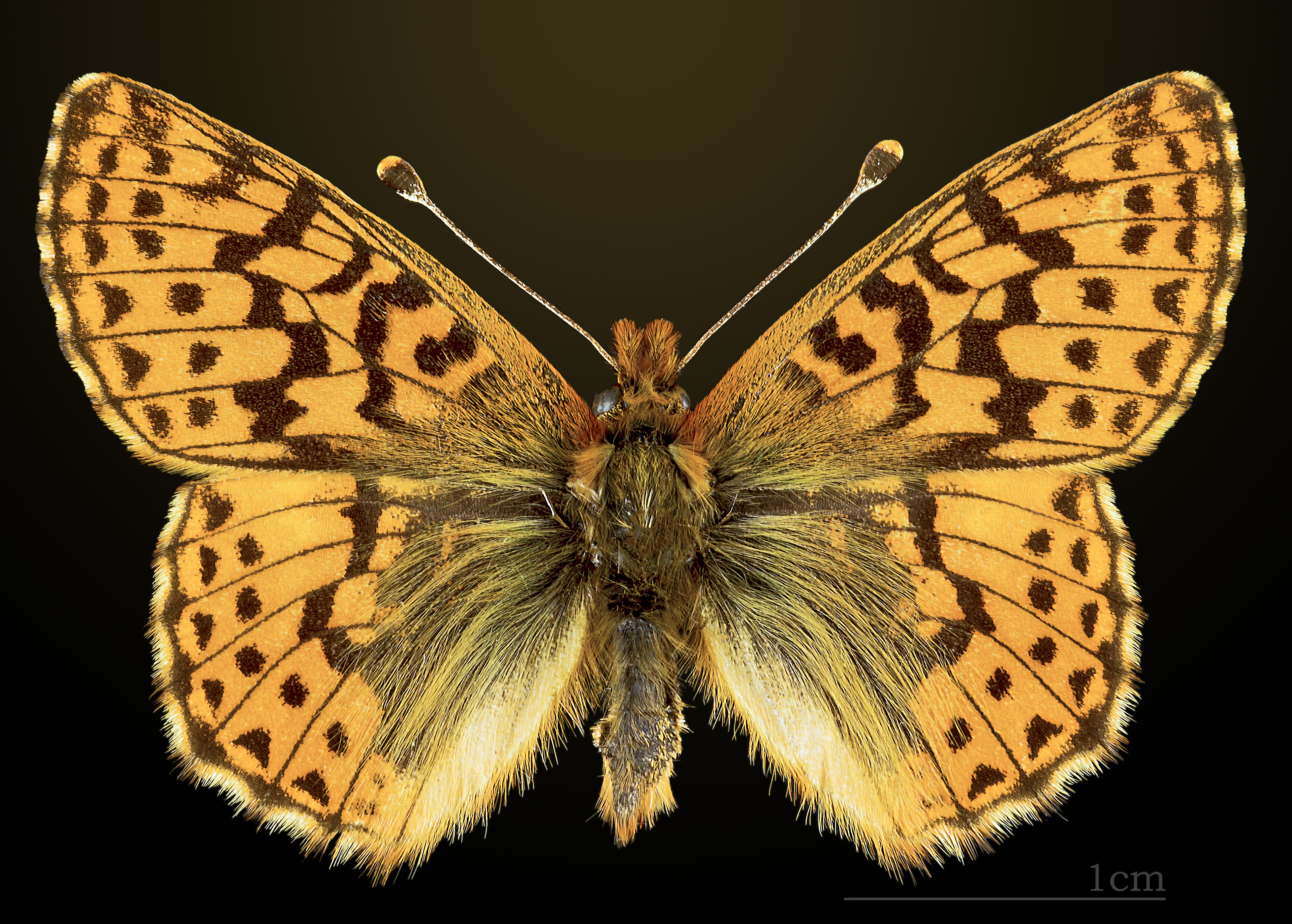
Hochmoor-Perlmuttfalter
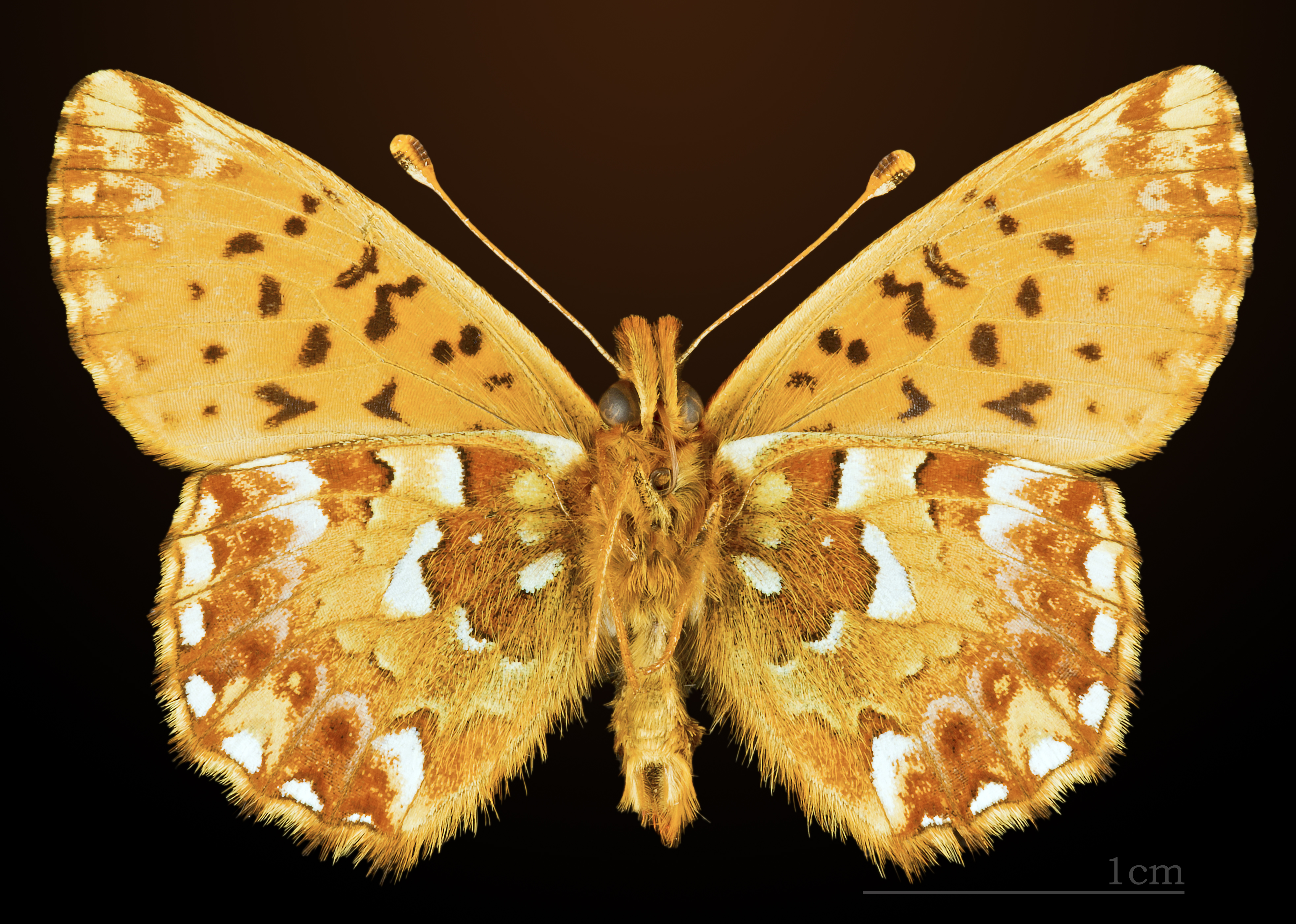
△Hochmoor-Perlmuttfalter

### Ähnliche Arten
In Mitteleuropa ist eine Verwechselung mit verschiedenen Perlmuttfaltern der Gattungen Boloria, aber auch Brenthis und für Anfänger vielleicht auch Argynnis möglich. Letzte sind allerdings wesentlich größer.
Arten mit Ähnlichkeiten bei der, für die Bestimmung entscheidenden, Hinterflügel-Unterseite:
- Alpenmatten-Perlmuttfalter (Boloria pales) – u. a. Alpen
- Ähnlicher Perlmuttfalter (Boloria napaea) – u. a. Alpen
- Natternwurz-Perlmuttfalter (Boloria titania) – u. a. Alpen
- Alpen-Perlmuttfalter (Boloria thore) – u. a. Alpen und Alpenvorland
- Magerrasen-Perlmuttfalter (Boloria dia) – Bewohner von Trockenbiotopen
- Mädesüß-Perlmuttfalter (Brenthis ino) – mittlere Höhenlagen

In Nordeuropa kommen weitere Arten hinzu.

## Flugzeit
Der Falter fliegt in einer Generation von Mitte Juni bis August.

## Lebensraum
Der Hochmoor-Perlmuttfalter ist an das Vorhandensein von Hochmooren und sauren, nährstoffarmen Zwischenmooren, in denen die Futterpflanze der Raupe wächst, angewiesen. Der erwachsene Falter erscheint aber auf der Suche nach Nektarpflanzen oft auch auf benachbarten Niedermooren, Wiesen und an Wegrändern.

## Lebensweise
Die Raupen fressen an der Gewöhnlichen Moosbeere (Vaccinum oxycoccos) und überwintern.

## Verbreitung
Der Hochmoor-Perlmuttfalter hat neuere Nachweise aus fast allen deutschen Bundesländern, oft allerdings nur aus vereinzelten, kleinen Moorresten (z. B. Rheinland-Pfalz und Hessen). Der Falter kommt vor in Süd-Belgien (Ardennen mit kleinen, weit verstreuten Populationen), Frankreich (Massif Central, Département Orne, Département Eure, Département Seine-Maritime, Département Nièvre, Jura, Département Doubs, Département Haute-Saône, Département Haut-Rhin, Vogesen). Aus der Schweiz ist er bekannt aus dem Jura, Voralpen und dem Engadin. Weiterhin kommt er vor in Österreich, Tschechien, Slowakei, Polen bis zum Baltikum. In Fennoskandinavien einschließlich Seeland ist er weit verbreitet und häufig.
Da in der Vergangenheit viele Hochmoore entwässert und bis auf wenige kümmerliche Reste durch den Torf-Abbau zerstört wurden, ist die Art in vielen Gegenden sehr selten geworden oder ausgestorben.

## Gefährdung
Rote Liste Sachsen: 2

Rote Liste Baden-Württemberg: 2

Rote Liste BRD: 2 (stark gefährdet)